# Pamphorichthys
Genre
Pamphorichthys est un genre de poissons de la famille des Poeciliidae.

## Liste des espèces
Selon Fishbase:
- Pamphorichthys araguaiensis Costa, 1991
- Pamphorichthys hasemani (Henn, 1916)
- Pamphorichthys hollandi (Henn, 1916)
- Pamphorichthys minor (Garman, 1895)
- Pamphorichthys pertapeh Figueiredo, 2008
- Pamphorichthys scalpridens (Garman, 1895)